# ČKD Blansko
ČKD Blansko, od roku 2006 ČKD Blansko Holding, a.s., je firma v Blansku zabývající se strojírenskou výrobou.
V květnu 2022 Finanční analytický úřad ministerstva financí předběžným opatřením zmrazil akcie firmy, které vlastní poslanec ruské Státní dumy Andrej Fedorovič Trifonov, neboť figuruje na sankčním seznamu Evropské unie vydaném v souvislosti s ruskou invazí na Ukrajinu. Zároveň v důsledku zpřísněni sankčního režimu došlo ke zrušení veškerých bankovních účtů firmy.  Společnost se kvůli sankcím nemohla ucházet o veřejné zakázky a ztratila ruský trh.
V dubnu 2024 na sebe společnost podala insolvenční návrh. Dle údajů z insolvenčního rejstříku společnost měla nezajištěné závazky ve výši zhruba tři sta milionů korun, vlastní majetek přibližně za 55 milionů korun . Od září 2024 je společnost v úpadku.

## Historie

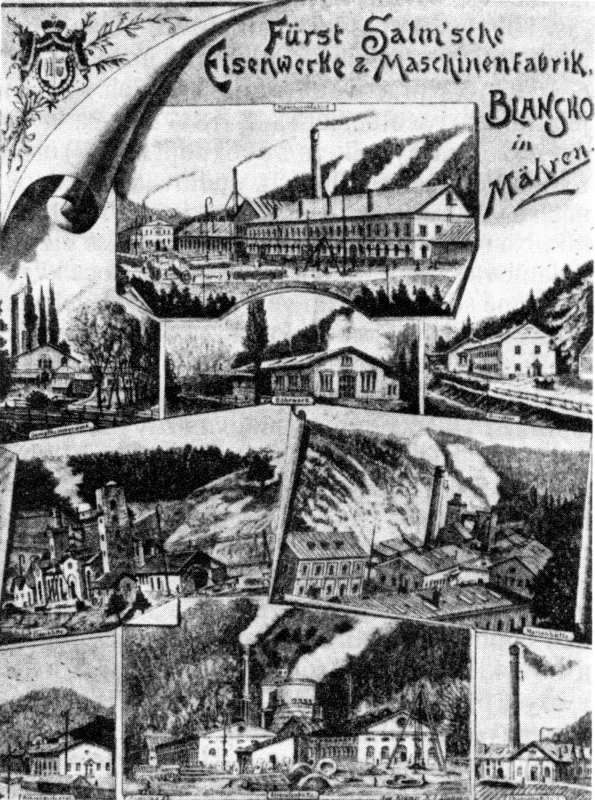
Ceník z 2. poloviny 19. století s vyobrazením továren

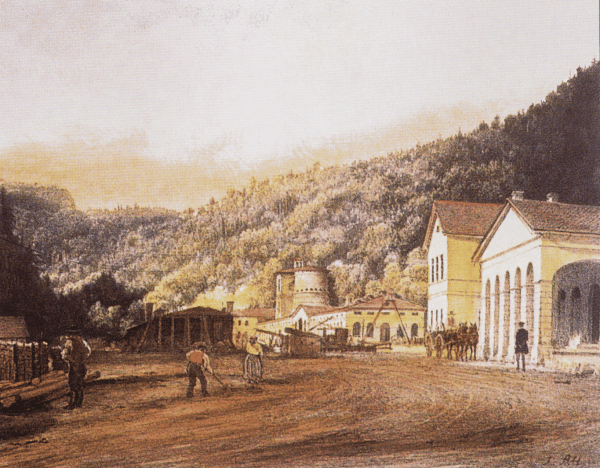
Starohraběcí huť roku 1850

Historie železářství v regionu spadá prakticky až do pravěku, kdy zde byla využívána lehce tavitelná železná ruda. Těžba a zpracování železné rudy od středověku jsou spjaty zejména s lokalitami v Josefovském údolí či v okolí vsí Olomučany a Rudice. K zpracování železa na blanenském panství došlo roku 1698, kdy majitelé panství Gellhornové založili po vzoru sousedního Lichtenštejnského Pozořického panství první železný hamr. Ten ležel v Arnoštově údolí a vyráběl kujné železo a litinové výrobky. V roce 1766 koupil blanenské panství včetně železáren šlechtický rod Salmů. Největší rozvoj strojíren zahájil hrabě Hugo František Salm, za něhož se blanenské strojírny staly na dlouhou dobu největší továrnou v Rakouském císařství. V Blansku byla postavena kuplovací pec, válcovna, slévárna, modelárna, strojírna, následovaly provozy destilační uhelné peci, prachárny, byly postaveny hamry, papírna, v údolí Svitavy a Punkvy vyrůstaly nesčetné milíře. K Salmovým továrnám patřila i Hugova huť v Jedovnicích a továrny na stroje v Brně a v Doubravici. O rozvoj výroby se zasloužil i Karel Reichenbach, který byl ředitelem Salmových průmyslových podniků. Blanenské strojírny se staly zejména významným výrobcem užitkové i umělecké litiny, která se vyvážela do celého Rakouského císařství i do německých států. Roku 1896 prodali Salmové železárny a strojírny Akciové společnosti pro stavbu strojů Breitfeld-Daněk. Došlo k dalšímu rozvoji podniku, byly zbudovány nové slévárenské a strojírenské provozy.

## Českomoravská-Kolben-Daněk, a.s.
V druhé polovině 20. let 20. století se akciová společnost Breitfeld-Daněk dostala do závislosti Živnobanky, která ji svou politikou v roce 1927 přiměla k fúzi s českým koncernem Českomoravská-Kolben, čímž vznikla velká strojírenská skupina Českomoravská, Kolben & Daněk. Firma se začala soustřeďovat na výrobu vodních, mlýnských, potravinářských a dřevoobráběcích strojů. Za druhé světové války byla továrna Německem donucena přejít na válečnou výrobu. Po válce továrna vyráběla především kanalizační litinu, odpadové trouby a tvarovky.

## ČKD Blansko
V roce 1950 se továrna oddělila a vznikl samostatný národní podnik ČKD Blansko. Postupem času došlo k výstavbě nových hal, rozšiřovaly se strojírenské i metalurgické provozy. Firma pokračovala v tradiční výrobě výrobků z litiny, včetně umělecké; začala se ale též specializovat na výrobu turbín do vodních elektráren, těžkých obráběcích strojů a strojírenské metalurgie. Produkcí vodních turbín si získalo ČKD Blansko dobré postavení, zařízení se vyvážela prakticky do celého světa. Po roce 1989 došlo k úpadku výroby, firma vyklidila pozice na trzích a došlo ke snižování počtu zaměstnanců. V roce 1991 byla v důsledku politických změn založena akciová společnost ČKD Blansko, a.s., později došlo v rámci další transformace i k nestandardním finančním a majetkovým přesunům, které skončily trestním stíháním ředitele. Jednotlivé provozy byly postupně privatizovány, na půdě bývalého podniku vznikaly další společnosti. Z jádra podniku vznikla v roce 2001 nová společnost ČKD Blansko Strojírny, a. s., v roce 2007 vznikla společnost ČKD Blansko Holding, a.s., která sdružuje divize Hydro, Karusely, Wind a výrobní divizi Strojírny. V březnu roku 2010 koupil ČKD Blansko Holding od skupiny J&T ruský průmyslový podnik Ťažmaš se sídlem v Syzrani.